# رودین (رمان)
رودین (به روسی: Рудин) اولین رمان ایوان تورگنیف نویسنده مشهور روسی است. تورگنیف نوشتن این رمان را در سال ۱۸۵۵ آغاز کرد و برای اولین بار در سال ۱۸۵۶ در مجله ادبی سوورمنیک به چاپ رسید. این کتاب برای آخرین بار با ترجمه محدثه صادقی در نشر نگار تابان وارد بازار شده است.